# ملعب 23 أغسطس
ملعب 23 أغسطس (بالإسبانية: Estadio 23 de Agosto)‏ هو ملعب كرة قدم يقع في سان سلفادور دي خوخوي، الأرجنتين، يتسع لـ 24,000 متفرج.

## التاريخ
بدأ بناء الملعب في 1973 وافتتح في 18 مارس 1973.